# Robert Knox
 Der er for få eller ingen kildehenvisninger i denne artikel, hvilket er et problem. Du kan hjælpe ved at angive troværdige kilder til de påstande, som fremføres i artiklen.

Robert "Rob" Arthur Knox (født 21. august 1989, død 24. maj 2008) var en britisk skuespiller, som spillede rollen som Marcus Belby i Harry Potter og Halvblodsprinsen. Det var meningen, at Knox også skulle spille med i den efterfølgende film, Harry Potter og Dødsregalierne Pt. 1, men nåede ikke dette grundet sin tidlige død.

## Karriere
Knox blev født i 1989. Hans første rolle var i en episode af The Bill. Han var også med i reality-showet Trust me I'm a Teenager og BBC-komedien After You've Gone. Han medvirkede tidligere som statist i en række produktioner af film. Hans mest kendte rolle var som Marcus Belby i Harry Potter og Halvblodsprinsen.
Til premieren af Harry Potter og Halvblodsprinsen bar skuespillerne et hvidt armbånd til minde om Knox, der døde, før filmen havde premiere.

## Død
Knox døde som 18-årig efter at være blevet stukket ned med en kniv uden for en bar i Sidcup, England, den 24. maj 2008. Knox havde grebet ind i en kamp for at beskytte sin 17-årige bror, Jamie Knox, der var blevet truet af to mænd, hvoraf den ene var bevæbnet med to knive.
Karl Norman Bishop fra Sidcup blev anklaget for mordet og blev varetægtsfængslet, indtil hans retssag begyndte i februar 2009. Bishop blev fundet skyldig i drabet den 4. marts 2009 og modtog en dom på livsvarigt fængsel. Den følgende dag modtog Bishop også yderligere tre livsvarige fængselsstraffe for at have såret Knox' venner. Der skal gå minimum 20 år, før der kan overvejes prøveløsladelse af Bishop, således han tidligst kan komme ud i 2029.

### Eftermæle
Da lillebroren Jamie Knox blev far til en lille dreng 1. februar 2022, blev drengen opkaldt efter sin afdøde onkel og fik navnet Rory Robert Knox.